# Johann Gottfried Schadow
Johann Gottfried Schadow (20. maj 1764 i Berlin – 27. januar 1850) var en tysk billedhugger og grafiker, og en foregangsmand for nyklassicismen i Tyskland.
Hans værker omfatter blandt andet quadrigaen (firspand) på toppen Brandenburger Tor i Berlin. Han var far til Friedrich Wilhelm von Schadow og Rudolf Schadow.